# ペイズリー

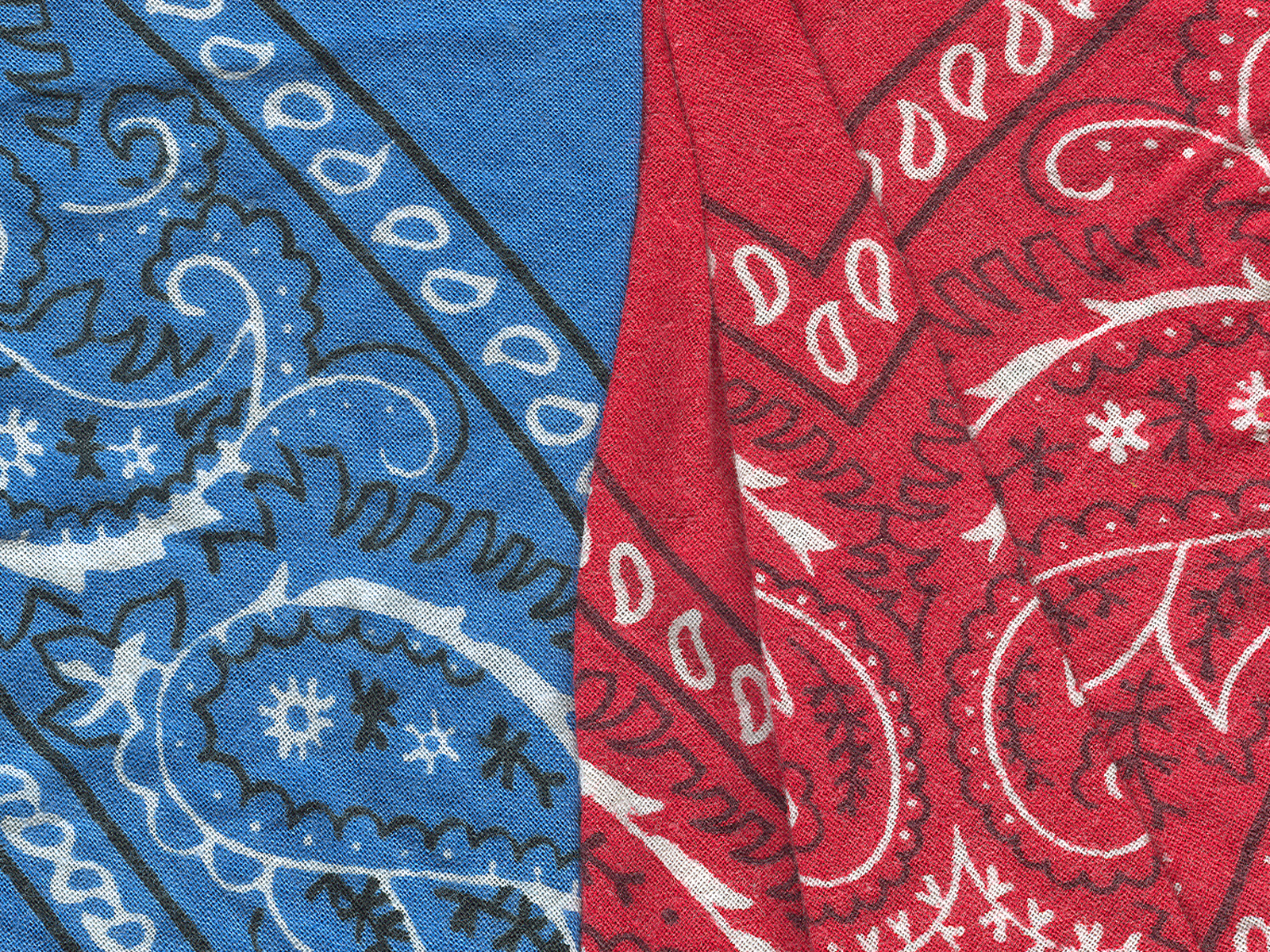
ペイズリー柄のバンダナ

ペイズリー (ペーズリー、paisley) は、勾玉のような形の植物模様のことを言う。衣類、壁紙、カーテン、ソファー、ネクタイなどの装飾に使われる。 松かさやパーム（やしの葉）、糸杉、マンゴー、生命の樹などを図案化したとされる。ペルシャやインドのカシミール地方が由来とされる。
19世紀にイギリス、スコットランドのペイズリー市で、この模様を織り込んだ柔らかい毛織物が量産されるようになり、生産地の名前から「ペイズリー」と呼ばれるようになった。日本語では松毬（しょうきゅう）模様と訳され、勾玉模様とも言われる。

## 模様の特徴
模様の優美な曲線、草花を元にしたパターンが繰り返されるリズムは、人間の心理に安心感を与える効果があると考えられている。模様の向き、配置のパターンに変化を付けることができ、空間の構成の自由度が高いため、用途に応じたデザインをすることができる。ペイズリーの形はゾウリムシやミドリムシなどの原生動物、植物の種子・胞子・果実、花弁、ボダイジュなどの葉、初期段階の胎児、尾を引いた生命の塊などに例えられ、生命力や霊魂と結び付けられることもある。ペイズリーの発祥の地として挙げられているイラン、インドでは本来模様が持っていた宗教的意味や象徴性は忘れられ、単純に装飾として使われている。
模様のインスピレーションはボダイジュ、ナツメヤシ、ザクロ、ヒマラヤ山脈から吹き付ける強風で曲がったイトスギなど諸説ある。ペイズリーの周辺に蔓を伸ばし、花を咲かせた構図が多く、ペイズリー自体に花や葉が描かれることもある。ペルシア風の花鳥文を交互に配置した文様がインドに影響を与え、やがて花の形が抽象的な文様に変化していったと考えられている。19世紀末のヨーロッパで発生したアール・ヌーヴォーの潮流はペイズリーにも影響を与え、細長い葉が風に揺らぐ、水が流れるようなデザインが多く生み出された。
紋織物にデザインされたペイズリーは線が固く、同一の並びのパターンが連続するものになりがちだった。カシミア・ショールに使われる綴れ織、刺繍はモチーフの色や形を自由に調整することができるためにペイズリー模様は曲線的になり、複雑化した輪郭は布地に溶け込んでいくようになった。カシミール地方でカシミアに織り込まれたペイズリー模様には再現不可能とも言われる難解な技術が使われており、19世紀にカシミア・ショールの模造品が生産されていたイギリスではカシミアと同質の羊毛が入手できず、羊毛に木綿や絹を織り込んで間に合わせていた。初期のペイズリーには藍、アカネの根、ブドウの葉、クルミの殻、ザクロの皮から採取されたと思われる自然の染料が使用されていたが、イギリスで生産されるようになった後には化学染料が中心になる。

## 名称
文様の名前はペイズリーをあしらったカシミア・ショールの模造品が大量に生産されていたスコットランドのペイズリー市に由来する。1840年頃からペイズリー市のショールは有名になり、ショールの模様にペイズリーと名付けられたとされている。ペイズリー市で生産されたショールの知名度が高まる前のヨーロッパでは模様は「スコットランドのスペード」と呼ばれており、当時の模様は小型のスペードが散らばっているようなデザインだった。フランスではデザイナーの東洋趣味を反映した「カシミール（Cachemire）」の名前でも知られている。
「ペイズリー」の名称が定着する以前、インドでは「ブータ」「カルカ」、イランではペルシア語で「灌木」「茂み」を意味する言葉である「ボテ（Boteh）」と呼ばれていた。中国語では「豚のハム」を意味する「火腿紋」と呼ばれている。

## 歴史
ペイズリーの起源は判然とせず、諸説存在する。ヨーロッパのテキスタイルデザイナーの間ではネブカドネザル2世の時代の新バビロニア王国でナツメヤシをモチーフとしたペイズリーの原形が既に使用されていたことが周知され、ペイズリー美術館ではナツメヤシが模様の起源であると紹介されている。
ロシア連邦南部のアルタイ共和国のパジリク古墳群から出土した紀元前500年頃の皮製の容器には、ペイズリーが描かれていた。ナツメヤシ、アカンサスの葉、パルメットの葉といった生命の木をモチーフとする装飾はアッシリア、バビロニアの時代を経てヘレニズム世界で完成される。ギリシア人の東方植民の中でヘレニズム文化が西アジアにもたらされた時に、ペイズリーも広まったという仮説がヨーロッパで立てられており、アレクサンドロス3世の遠征により東方にもたらされたとも言われている。 
また、ケルト人が使用していた模様をペイズリーの起源とする説も存在するが、独立した一つ一つの草花文が繰り返されるペイズリーと結合したパターンが長く連続するケルト独特の模様の差異から、二つの模様の関連性を疑問視する意見もある。インド、イラン、中国といったアジアの地域に起源を置く立場からは、人間の生活に密接に結び付いた松かさをモチーフとする説が出されている。
9世紀頃にアフガニスタンのバルフに建立されたモスク（寺院）にはペイズリーが見られるが、ペルシア絨毯にペイズリーが描かれるようになったのは時代が下った19世紀以降になる。カシミール地方では主に織物に用いられ、ラージャスターン、グジャラートでは木版染めによって木綿にあしらわれていた。ペイズリー模様の木綿は日本に輸出され、「更紗」と呼ばれるようになる。17世紀のカシミア・ショールには細く根元まで描かれていた草花文が織り込まれ、このようなムガル帝国の自然主義とペルシア文化の優雅な特徴が合わさったモチーフはブータと呼ばれていた。
17世紀後半以降にヨーロッパにカシミア・ショールが輸出されるようになり、ナポレオン・ボナパルトのエジプト遠征から帰国した土産物として持ち帰られたカシミア・ショールは上流階級の婦人の間で人気を博した。また、19世紀にイギリス東インド会社の職員が故郷に持ち帰った土産物の中に含まれていたショールによって初めてヨーロッパにペイズリーが伝えられたとも言われている。19世紀初頭のヨーロッパではモスリンのドレスの上にカシミア・ショールを羽織るスタイルが流行しており、インドで生産されたショールだけでは供給が不十分な状態になっていた。ノリッジ、エディンバラなどのイギリスの都市ではカシミア・ショールの模造品の生産が行われ、1820年頃に生産が追い付かないエディンバラの工場はペイズリー市の職人にショールの生産を依頼した。ペイズリー市は安価な製品によって販路を開拓し、インドから伝えられた模様をより様式化した。
ペイズリー模様を好んだナポレオンはフランスのデザイナーを奨励して模様の改良を促し、フランスはペイズリー模様のデザインの先進地域となる。このためペイズリー市はフランスの模倣をしたと言われるようになり、デザインの特許を巡る問題が発生した。1870年代以降ヨーロッパでのショールの流行は下火になるが、ペイズリーは独立した装飾模様として使われ続けられる。1960年代のアメリカではペイズリーの流行が起き、流行は日本にも及んだ。